# إيه إيه 11 أوروتو
| الحروب                                                                                         |
| ---------------------------------------------------------------------------------------------- |
| الصراع التشادي الليبيحرب إيران والعراق حرب الخليج الحرب الأهلية الليبية الحرب الأهلية العراقية |

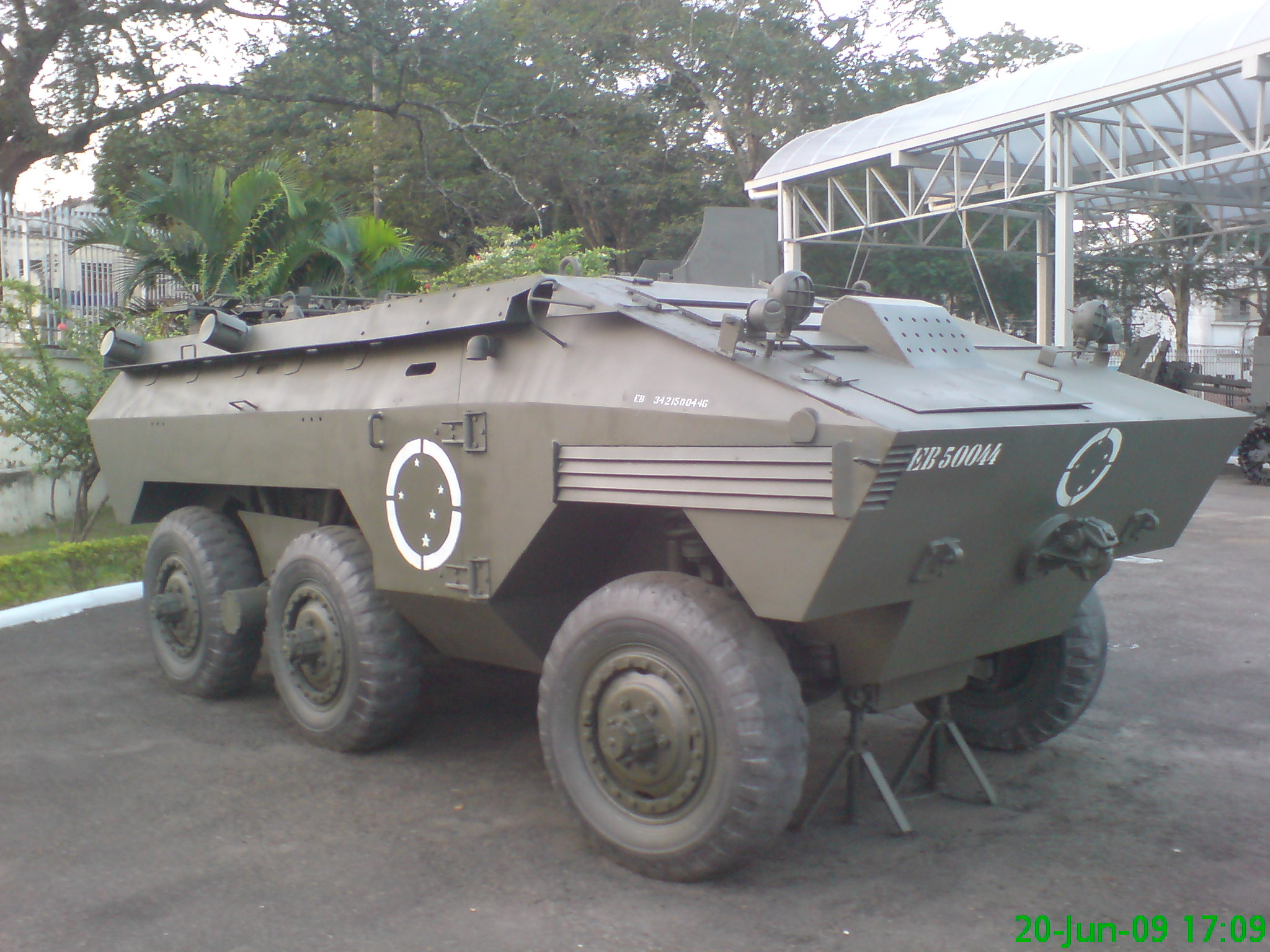
النوع ناقلة جنود مدرعة
البلد المنشأ البرازيل

عربة إي إي-11، هي ناقلة جندرية برمائية برازيلية مدرعة. واستندت المركبة إلى محرك القطار ومكونات الشاسيه في السيارة المدرعة إي إي-9 Cascavel، وظهرت في البداية كجزء من مشروع لتطوير نظير برمائي يحمل قوات برمائية إلى تلك المركبة للجيش البرازيلي ومشاة البحرية دخلت أول نماذج ما قبل الإنتاج الخدمة مع CFN في عام 1973وبدأ الإنتاج المتسلسل في العام التالي. في حين رفض CFN تبني إي إي-11 بأعداد كبيرة، كان الجيش البرازيلي أكثر استعدادا وشراء 223 ؛هذه الخددمة دخلت في عام 1975.

## تاريخ التنمية
خلال أوائل الستينيات من القرن الماضي، كانت صناعة الدفاع في البرازيل ضئيلة جدًا ومحدودة إلى حد كبير لإنتاج الأسلحة الصغيرة أو تجديد المعدات العسكرية الأمريكية القديمة. بين عامي 1964 و 1967، أطلقت الحكومة البرازيلية برنامجًا لتنشيط صناعة الأسلحة استجابة لتزايد إحجام الولايات المتحدة عن نقل التكنولوجيا الدفاعية الحديثة اللازمة لجهدها الحربي في فيتنام.وقد أتاح ذلك لشركات هندسية برازيلية أن تبدأ في تطوير أسلحة جديدة للأغراض المنزلية، ألا وهي. في عام 1967 بدأت أعمال التصميم على سيارة مدرعة ذات عجلات جديدة لتحل محل M8 Greyhound المتقدم في السن ثم في الخدمة مع وحدات الاستطلاع التابعة للجيش البرازيلي.هذا من شأنه أن يتطور إلى إي إي-9 Cascavel، الذي كان يعتمد على Greyhound محدث مع محرك جديد وميزات التعليق.، والذي كان ليكون البديل البرمائى لقوات برمائية مثبت على هيكل مشابه.اكتمل أول نموذج أولي في عام 1970. في أواخر عام 1973، قبلت البحرية البرازيلية CTTA لإجراء محاكمات أولية مع سلاح مشاة البحرية. [3] ورفض السابق في وقت لاحق لشراء نوع السيارة بأعداد كبيرة وأمر فقط 6. كان مسئولو الجيش البرازيلي أكثر استعدادًا وأمروا 217. بدأ الإنتاج الضخم لل CTTA في عام 1974.تم تجميع المركبات في مصنع جديد تم تشييده خصيصًا، وقد بنته إنجسا في ساو خوسيه دوس كامبوس. دخلت أوائل CTTAs الخدمة مع الجيش البرازيلي في العام التالي

## العاملين
أنغولا: 24
بوليفيا: 12

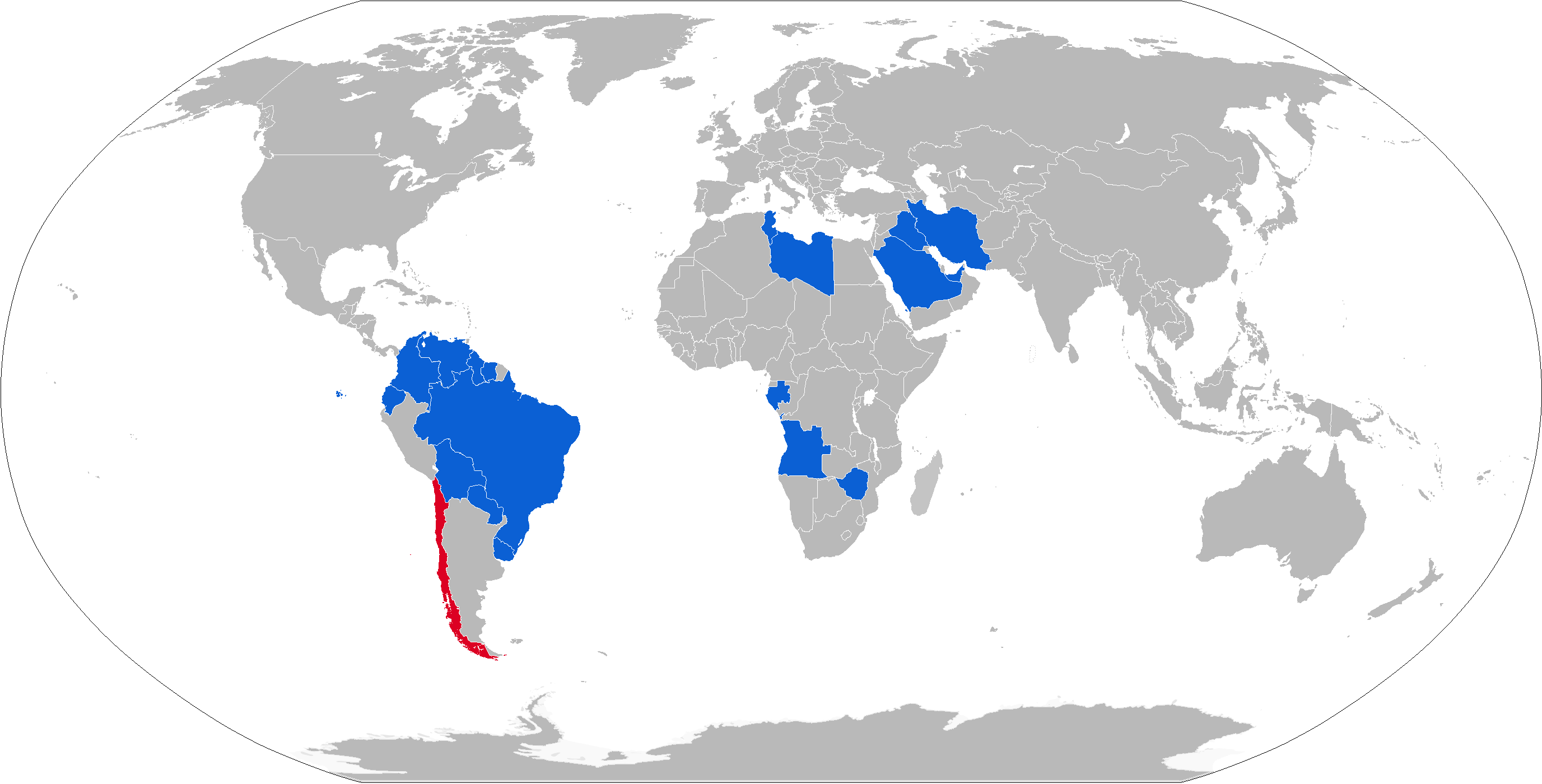
خريطة لمشغلي إي إي-11 باللون الأزرق مع مشغلين سابقين باللون الأحمر

البرازيل: 223 في الغالب في الاحتياط، واستبدالها بدور الخط الأمامي من قبلVBTP-MR Guaran
كولومبيا: 56
قبرص: 10
الأمارات: 60
الاكوادور: 32
الغابون: 11
غينيا
العراق: 148
كردستان العراق
إيران
الأردن: 82
ليبيا
نيجيريا
باراجواي: 12
السنغال
سورينام: 15
تونس: 18
أوروجواي: 18
فنزويلا: 38
زمبابوي: 7
المملكة العربية السعودية 250